# Stazione di Pozzano
La stazione di Pozzano è una stazione della ferrovia Circumvesuviana, sita nell'omonima frazione del comune di Castellammare di Stabia.
Si trova sulla ferrovia Torre Annunziata-Sorrento.

## Storia
Inaugurata negli anni Sessanta del secolo scorso, la stazione fu creata per permettere agli operai di raggiungere la vicina fabbrica di calce e cementi. Con la chiusura di quest'ultima, data l'ubicazione in luogo isolato, la stazione fu declassata e dismessa. 
Nel 2000, dopo lavori di adeguamento e ristrutturazione, fu riaperta al pubblico esclusivamente per le stagioni estive in modo da permettere ai bagnanti di raggiungere le numerose spiagge vicine: la stazione è infatti posta in prossimità del litorale stabiese.
Dal 2019 la stazione è chiusa per problemi di manutenzione, in attesa che l'EAV e il comune di Castellammare trovino un accordo per la riapertura.

## Strutture e impianti
La stazione è interamente ubicata all'interno di una galleria, l'acceso ai binari è consentito attraverso un tunnel che sottopassa la strada statale sorrentina. 
Non è presente alcun fabbricato viaggiatori. Durante il periodo di apertura vi fermavano tutti i treni diretti a Napoli ed a Sorrento.

## Servizi
La stazione dispone di:
- Sottopassaggio